# Rafael García Casanova
Víctor Rafael García Casanova (Maldonado, Uruguay, 6 de enero de 1989) es un exfutbolista uruguayo. Jugaba como volante central y su último club fue Cerro Largo Fútbol Club de la Primera División de Uruguay.

## Trayectoria
Durante su primer año como futbolista profesional Rafa jugó en Rampla Juniors, cedido a préstamo por su club de origen donde anotó un famoso gol desde atrás de media cancha justamente contra Nacional. En el año 2011 volvió a Nacional. Luego fue cedido a préstamo para el Campeonato Uruguayo 2012/13 a Fénix donde tuvo una destacada participación, retornando a mediados de 2013 a Nacional
El ex-entrenador de Nacional Marcelo Gallardo, campeón uruguayo en 2012, dijo en una recordada conferencia de prensa "Si voy a la guerra me voy con el Rafa" para ensalzar la entrega y coraje del futbolista.
En diciembre de 2014, y después de coronarse campeón en su país, se enfila en el club mexicano Monarcas Morelia, no sin antes asegurar a la prensa uruguaya "Me voy para regresar, voy a una liga importante"

En el 2016 es cedido a préstamo por seis meses a Defensa y Justicia de la Primera División de Argentina, retornando luego a Nacional, sin haber jugado un solo minuto en el Halcon de Varela,
debido a una lesión.
A fines de julio de 2017 llega a un acuerdo con Vélez, pero pocos días después su pase al Fortín se termina cayendo, sin embargo en agosto de ese año se va cedido 1 año a Atlético Tucumán, desde Nacional.
El 21 de octubre de 2023 anunció su retiro como jugador y asumió el cargo de entrenador de la tercera división del Club Nacional de Football.

## Clubes
| Club               | País      | Año         |
| ------------------ | --------- | ----------- |
| Nacional           | Uruguay   | 2009        |
| Durazno            | Uruguay   | 2010        |
| Rampla Juniors     | Uruguay   | 2010 - 2011 |
| Nacional           | Uruguay   | 2011 - 2012 |
| Fénix              | Uruguay   | 2012 - 2013 |
| Nacional           | Uruguay   | 2013 - 2015 |
| Monarcas Morelia   | México    | 2015        |
| Nacional           | Uruguay   | 2015        |
| Defensa y Justicia | Argentina | 2016        |
| Nacional           | Uruguay   | 2016 - 2017 |
| Atlético Tucumán   | Argentina | 2017 - 2018 |
| Nacional           | Uruguay   | 2018 - 2019 |
| Colón              | Argentina | 2020        |
| Nacional           | Uruguay   | 2020 - 2021 |
| Cerro Largo        | Uruguay   | 2022 - 2023 |

## Estadísticas
| Club                         | Temporada           | Liga | Liga | Copa Nacional | Copa Nacional | Copa Internacional | Copa Internacional | Total | Total |
| Club                         | Temporada           | PJ   | G    | PJ            | G             | PJ                 | G                  | PJ    | G     |
| ---------------------------- | ------------------- | ---- | ---- | ------------- | ------------- | ------------------ | ------------------ | ----- | ----- |
| Rampla Juniors · Uruguay     | 2010/11             | 23   | 1    | -             | -             | 0                  | 0                  | 23    | 1     |
| Rampla Juniors · Uruguay     | Total               | 23   | 1    | -             | -             | 0                  | 0                  | 23    | 1     |
| Nacional · Uruguay           | 2011/12             | 2    | 0    | -             | -             | 1                  | 0                  | 3     | 0     |
| Nacional · Uruguay           | Total               | 2    | 0    | -             | -             | 1                  | 0                  | 3     | 0     |
| Fénix · Uruguay              | 2012/13             | 24   | 1    | -             | -             | 0                  | 0                  | 24    | 1     |
| Fénix · Uruguay              | Total               | 24   | 1    | -             | -             | 0                  | 0                  | 24    | 1     |
| Nacional · Uruguay           | 2013/14             | 11   | 0    | -             | -             | 5                  | 0                  | 16    | 0     |
| Nacional · Uruguay           | 2014/15             | 14   | 0    | -             | -             | -                  | -                  | 14    | 0     |
| Nacional · Uruguay           | Total               | 25   | 0    | -             | -             | 5                  | 0                  | 30    | 0     |
| Monarcas Morelia · México    | 2014/15             | 6    | 0    | -             | -             | 1                  | 0                  | 7     | 0     |
| Monarcas Morelia · México    | Total               | 6    | 0    | -             | -             | 1                  | 0                  | 7     | 0     |
| Defensa y Justicia Argentina | 2016                | 0    | 0    | -             | -             | -                  | -                  | 0     | 0     |
| Defensa y Justicia Argentina | Total               | 0    | 0    | -             | -             | -                  | -                  | 0     | 0     |
| Nacional · Uruguay           | 2016                | 2    | 0    | -             | -             | -                  | -                  | 2     | 0     |
| Nacional · Uruguay           | 2017                | 22   | 0    | -             | -             | 6                  | 0                  | 28    | 0     |
| Nacional · Uruguay           | Total               | 24   | 0    | -             | -             | 6                  | 0                  | 30    | 0     |
| Atlético Tucumán Argentina   | 2017-18             | 22   | 0    | 4             | 0             | 6                  | 0                  | 32    | 0     |
| Atlético Tucumán Argentina   | Total               | 22   | 0    | 4             | 0             | 6                  | 0                  | 32    | 0     |
| Nacional · Uruguay           | 2018                | 11   | 1    | -             | -             | 6                  | 0                  | 17    | 1     |
| Nacional · Uruguay           | 2019                | 28   | 0    | -             | -             | 7                  | 0                  | 35    | 0     |
| Nacional · Uruguay           | Total               | 39   | 1    | -             | -             | 13                 | 0                  | 52    | 1     |
| Colón Argentina              | 2019-20             | 1    | 0    | -             | -             | -                  | -                  | 1     | 0     |
| Colón Argentina              | Total               | 1    | 0    | -             | -             | -                  | -                  | 1     | 0     |
| Total en su carrera          | Total en su carrera | 166  | 3    | 4             | 0             | 32                 | 0                  | 202   | 3     |

## Palmarés

### Títulos nacionales
| Título                  | Club     | País    | Año       |
| ----------------------- | -------- | ------- | --------- |
| Torneo Apertura         | Nacional | Uruguay | 2011-2012 |
| Campeonato Uruguayo (1) | Nacional | Uruguay | 2011-12   |
| Torneo Apertura         | Nacional | Uruguay | 2014-2015 |
| Campeonato Uruguayo (2) | Nacional | Uruguay | 2014-15   |
| Campeonato Uruguayo (3) | Nacional | Uruguay | 2016      |
| Torneo Intermedio       | Nacional | Uruguay | 2017      |
| Supercopa Uruguaya      | Nacional | Uruguay | 2019      |
| Torneo Clausura         | Nacional | Uruguay | 2019      |
| Campeonato Uruguayo (4) | Nacional | Uruguay | 2019      |
| Torneo Intermedio       | Nacional | Uruguay | 2020      |
| Campeonato Uruguayo (5) | Nacional | Uruguay | 2020      |
| Supercopa Uruguaya      | Nacional | Uruguay | 2021      |